# Атласов, Виктор Григорьевич
Виктор Григорьевич Атласов (29 ноября 1937 — 10 декабря 2023) — советский и российский государственный и хозяйственный деятель, председатель Воронежского горисполкома и горсовета (1987—1991), народный депутат РСФСР/России (1990—1993).

## Биография
Родился 29 ноября 1937 года в селе Воронцовка Павловского района Воронежской области.
Окончил Воронежский железнодорожный техникум (1956), Харьковский институт железнодорожного транспорта (1965, специальность инженер по эксплуатации железных дорог) и АОН при ЦК КПСС (1984).
В 1956—1959 годах служил в армии.
С 1959 года весовщик, составитель вагонов, оператор, с 1965 года дежурный на станции Россошь. С 1968 года зам. начальника станции Георгиу-Деж (Лиски).
С 1972 года заместитель начальника службы движения, с 1974 года заместитель начальника Воронежского отделения ЮВЖД. С 1978 года начальник Воронежского отделения ЮВЖД.
С 1980 года зав. отделом транспорта и связи Воронежского обкома КПСС. В 1987—1991 годах председатель Воронежского горисполкома и горсовета.
С 1990 по 1993 год — народный депутат РСФСР и РФ.
В 1991—1998 годах начальник Юго-Восточной железной дороги.
С 1998 года представитель МПС Российской Федерации в Венгрии.
В 2002—2007 годах — советник начальника Юго-Восточной железной дороги — филиала открытого акционерного общества «Российские железные дороги».
Кандидат технических наук (1995), тема диссертации «Оптимизация развоза местного груза в железнодорожных узлах». В 1995—1998 годах профессор Воронежского филиала Российского государственного открытого технического университета путей сообщения.
Заслуженный работник транспорта РФ (1994), почётный железнодорожник СССР и Российской Федерации. Награждён орденом «Знак Почёта» и медалью «Ветеран труда».